# Эттер, Иван Севастьянович
Ива́н Севастья́нович фон-Э́ттер (фин. Johan Emil von Etter; 1863—1938) — генерал-майор русской императорской армии, герой Первой мировой войны. Его брат Николай был дипломатом, русским посланником в Персии.

## Биография

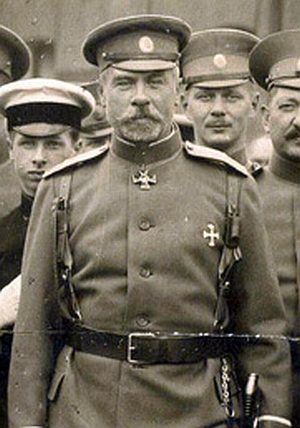
Эттер Иван Севастьянович

Сын генерал-лейтенанта Севастьяна Павловича фон Эттера, родился 24 июля (5 августа) 1863 года в Санкт-Петербурге. Образование получил в Пажеском корпусе (поступил 1 сентября 1880 г.), из которого был выпущен 12 августа 1883 г. прапорщиком в лейб-гвардии Семёновский полк. За время службы в полку последовательно был произведён в подпоручики (30 августа 1884 г.), поручики (30 августа 1887 г.), штабс-капитаны (6 декабря 1895 г.), капитаны (6 декабря 1899 г.) и полковники (28 марта 1904 г.); на протяжении почти одиннадцати лет командовал ротой и три года — 1-м батальоном. С 14 ноября 1909 г. командовал 5-м гренадерским Киевским полком. Произведённый 22 ноября 1913 г. в генерал-майоры, Эттер был назначен командиром лейб-гвардии Семёновского полка.
Участвовал в Первой мировой войне, 30 января 1915 года был награждён орденом Св. Георгия 4-й степени
За то, что с отличным мужеством руководил блестящими действиями полка в боях с 9 по 14 окт. 1914 г. под Ивангородом, особенно при личном руководстве боевыми частями полка при овладении многоярусной укрепленной позицией противника у ф. Градобице и захождении во фланг противнику, чем сильно способствовал общему успеху.
и 3 февраля 1915 года — Георгиевским оружием
За то, что в период боев с 19 авг. по 2 сент. 1914 г., находясь неоднократно под действительным огнём противника, лично руководил всеми этими боями, маневрируя частями полка с полным успехом и так энергично, что всюду заставлял отступать перед собой противника. 2 сент. в бою под Кржешовым, своим обходным  движением неприятельской позиции, решил бой в нашу пользу, захватив переправу через р. Сан, один неприятельский пулемет и около 200 пленных. Этот удачный маневр полка имел решительное влияние на общий исход дела, и сильно укрепленная Кржешовская позиция досталась нам легко, и неприятель не успел уничтожить мост.
В июле 1915 года сдал полк Соважу и уехал в своё имение в Финляндии, где и остался после Октябрьской революции. Умер в имении Хайко близ Порвоо: по российским источникам — 12 октября 1938 года, по информации Biografiakeskus — 22 марта 1941 года.

## Семья
Жена (с 29 мая 1898 года) — графиня  Мария Владимировна Клейнмихель (1872—1950), фрейлина, дочь генерал-майора графа В. П. Клейнмихеля; родилась в Царском Селе, умерла в Хельсинки. Их венчание состоялось в Введенском соборе Семёновского полка в Петербурге. У них был единственный сын Владимир (1899—1978).

## Воспоминания современников

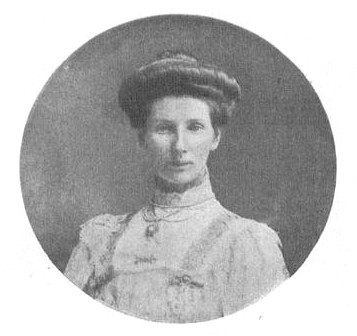
Мария Владимировна Эттер

Ю. В. Макаров, служивший под началом Эттера вспоминал: «Высокий, с бородкой под царя, элегантный блондин, он принадлежал к самому большому Петербургскому свету, и по себе и по жене. В небольшом кругу большого Петербургского света, где все друг друга знали с детства, искони было принято сохранять на всю жизнь за людьми их детские имена и прозвища… Эттера называли „Ванечкой“. Он был скромный, воспитанный юноша, с прекрасными манерами и с хорошими средствами, что всегда ценилось в гвардии. Свободно говорил по-французски и по-английски. Даже на родном российском языке говорил с легким иностранным акцентом. И не с вульгарным немецким, с которым говорило не мало русских немцев на военной службе, а с особенным великосветским, петербургско-английским…» В качестве полкового командира Макаров характеризует Эттера как «слабого, нерешительного и совершенно не военного».

## Награды
За свою службу Эттер был награждён многими орденами, в их числе:
- Орден Святого Станислава 3-й степени (1894)
- Орден Святой Анны 3-й степени (1901)
- Орден Святого Станислава 2-й степени (1904)
- Орден Святого Владимира 4-й степени (1906)
- Орден Святой Анны 2-й степени (1910)
- Орден Святого Владимира 3-й степени (11.03.1912; мечи к этому ордену пожалованы 26 февраля 1915 года)
- Орден Святого Георгия 4-й степени (30.01.1915)
- Георгиевское оружие (03.02.1915)
- Орден Святого Станислава 1-й степени с мечами (10.05.1915)
- Орден Святой Анны 1-й степени с мечами (10.05.1915)

В 1899 году получил саксонский орден[уточнить], в 1916 году — орден Почётного легиона.